# Hổ đen

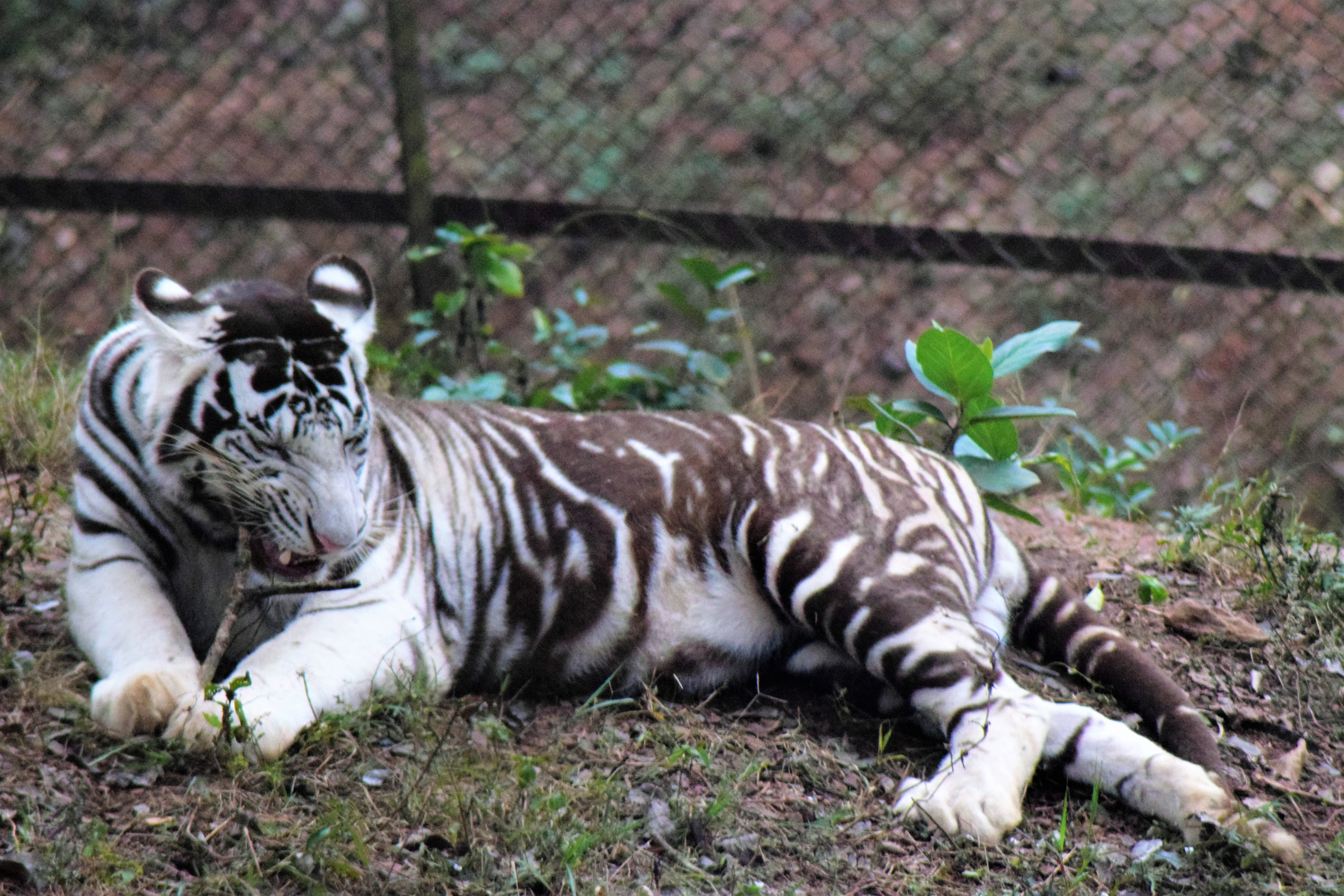
Một cá thể hổ trắng nhưng có những vằn đen rất lớn

Hổ đen hay cọp đen hay hắc hổ là những con hổ có bộ lông màu đen. Nguyên nhân của hiện tượng này là do đột biến sinh học từ chứng hắc tố (chứng nhiễm hắc tố), hổ đen không phải là một loài hoặc một phân loài riêng biệt mà chỉ là một hình thái cơ thể của một cá thể hổ.

## Tổng quan
Một con hổ đen sẽ được xem là một biến thể màu sắc hiếm hoi của cá thể hổ chứ không phải là một loài riêng biệt hoặc phân loài về mặt địa lý. Hầu hết các động vật có vú có màu đen là do sự đột biến gen không agouti. Trong những điều kiện ánh sáng nhất định, những mô hình vằn vện của nó vẫn hiện lên vì màu nền là nhẹ hơn màu sắc của các dấu hiệu màu đen. Những con hổ như vậy được cho là xuất hiện phổ biến hơn do nguyên nhân giao phối cận huyết. Chúng cũng được cho là có kích thước nhỏ hơn so với những con hổ bình thường, có lẽ cũng do giao phối cận huyết hoặc vì người ta nhìn thấy những con báo hoa mai lớn màu đen (báo đen) được xác định nhầm là những con hổ màu đen.
Bộ lông đen kỳ lạ là kết quả của sự nhiễm sắc tố melanin giả, hiện tượng này khiến lông động vật mang sắc tố màu đen và các sọc vằn có màu xám nhạt. Tuy nhiên, do các sọc dày lại nằm gần nhau nên chúng gần như không thể nhìn thấy và lẫn với màu lông đen. Với đặc điểm trên, con hổ có bộ lông gần như đen hoàn toàn. Hiện tượng hổ có lông đen được cho là đang ngày càng phổ biến, ảnh hưởng từ quá trình giao phối cận huyết. Nhiễm sắc tố melanin khiến lông và mắt động vật có màu đen, trái ngược với chứng bạch thể ở nhiều loài. Trên thực tế có ghi nhận Một con hổ có màu lông đen mới chào đời ở thành phố Hàng Châu, thuộc tỉnh Chiết Giang, phía đông Trung Quốc.

## Trong văn hóa

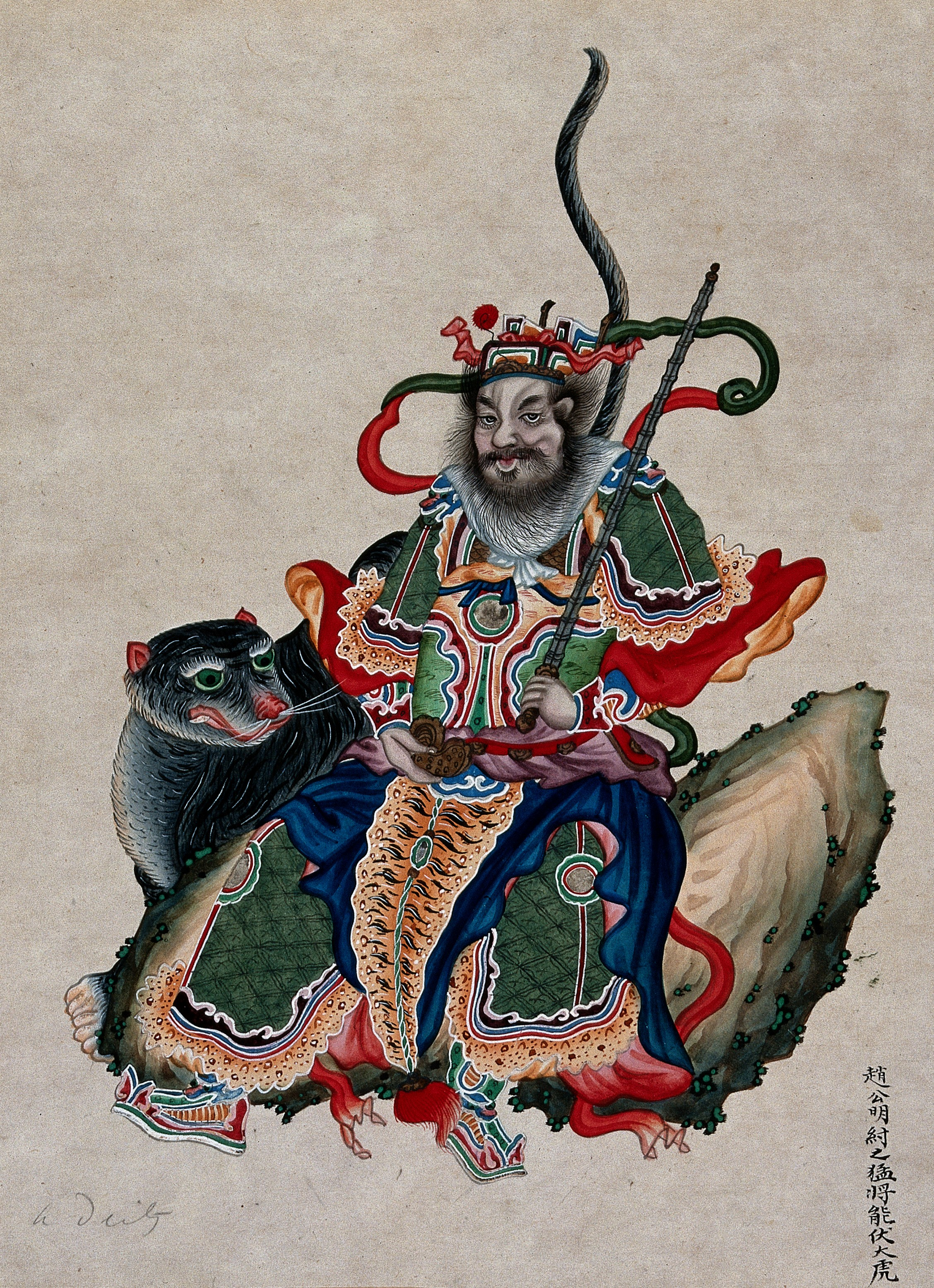
Một vị thần Trung Quốc và con hắc hổ cạnh bên

Trong văn hóa, hổ đen hay hắc hổ cũng chỉ về một trong những loài hổ, trong tranh Ngũ hổ của Đông Hồ có hình con hổ đen được gọi là Hắc hổ tướng quân: trấn giữ phương Bắc- ứng với hành thủy (thủy khu). Màu đen thể hiện sự thanh thản, yên tĩnh. Tượng trưng cho trí tuệ, sự thông minh. Các võ phái cũng sử dụng hình tượng con hổ đen như phái Thiếu Lâm Hắc Hổ, Hắc Hổ Thiết Quyền Đạo Ở Việt Nam có bài võ Ngũ hổ cứ sơn tả về năm con hổ gồm Ngũ hổ là Hắc hổ, Thanh hổ, Xích hổ, Hoàng hổ, Bạch hổ, trong đó, Hắc Hổ tướng quân màu đen, trấn nhậm ở phương Bắc, thuộc Thủy. Trong chiến tranh Việt Nam, Quân lực Việt Nam cộng hòa cũng có một tiểu đoàn mang tên Cọp Đen được xưng là hầu như đánh đâu là thắng đó, chưa bao giờ chịu thua, mệnh danh là hung dữ, ác ôn, tàn độc và tinh nhuệ do Mỹ huấn luyện làm nòng cốt cho Sư đoàn 21.